# Cerithiopsis capixaba
Cerithiopsis capixaba là một loài ốc biển, động vật chân bụng trong họ Cerithiopsidae. Nó được Jay and Drivas mô tả năm 2002.